# Социальная среда
Социальная среда — совокупность материальных, экономических, социальных, политических и духовных условий существования, формирования и деятельности индивидов и социальных групп. Она включает культуру, в которой человек получил образование, в которой живет, а также людей и учреждения, с которыми они взаимодействуют. Взаимодействие может происходить лично или через средства массовой информации, даже анонимно или в одностороннем порядке, оно не может подразумевать равенство в социальном статусе. Социальная среда — более широкое понятие, чем понятие социального класса или социального круга.

## Значение
Социальная макросреда охватывает экономику, общественные институты, общественное сознание и культуру.
Социальная микросреда включает непосредственное окружение человека — семью, трудовую, учебную и другие группы.
Социальная среда оказывает основное воздействие на формирование бессознательного (подсознания) в психике индивида, и, как следствие подобного формирования, на манипуляции психикой. Таким образом происходит зарождение в подсознании тех импульсов, которые впоследствии преобразуются в паттерны поведения и будут оказывать достаточно большое влияние на сознание. Сознание в этом случае имеет соподчиненную функцию. Особенно это бывает более ярко выражено в неадекватном, полубессознательном состоянии (например: алкогольное опьянение), т.к. действиями (деяниями) индивида будет руководить в большей степени не сознание, а подсознание. И в данном случае будет иметь огромное значение окружающая среда, социальная среда, в которой живет индивид в настоящее время, а также та социальная среда, где этот индивид родился и воспитывался (т.к. именно она на раннем этапе оказывала влияние на формирование подсознания индивида).
Если рассматривать социальную среду как среду, свойства и характеристики которой постоянно изменяются, то используется понятие социальный континуум.

## Солидарность
Люди с одинаковым социальным окружением часто развивают чувство социальной солидарности. Люди часто склонны доверять друг другу и помогать друг другу и объединяться в социальные группы. Они часто мыслят одинаково, хотя выводы, к которым они приходят, могут отличаться.

## Естественная и искусственная среда
Для улучшения своей жизни люди используют природные ресурсы и тем самым внесли множество изменений в окружающую среду. Поселения людей, дороги, сельскохозяйственные угодья, плотины и многое другое — все это развивалось благодаря этому процессу.